# Chang C. Tsuei
Chang-Chyi Tsuei (* um 1938) ist ein taiwanisch-US-amerikanischer Festkörperphysiker.
Tsuei studierte an der National Taiwan University (Bachelor-Abschluss 1960) sowie am Caltech mit dem Master-Abschluss 1963 und der Promotion in Materialwissenschaften 1966. Danach blieb er zunächst am Caltech und ging 1973 ans Thomas J. Watson Research Center von IBM. Nach verschiedenen Managementpositionen kehrte er dort 1993 zur Forschung über Hochtemperatursupraleiter (HTS) zurück. 1996/97 war er Gastprofessor an der Universität Paris-Süd.
1998 erhielt er den Oliver E. Buckley Condensed Matter Prize für phasensensitive Experimente zur Aufklärung der orbitalen Symmetrie der Paar-Wellenfunktion in Hochtemperatursupraleitern. 1992 erhielt er den Max-Planck-Forschungspreis. Er ist Fellow der American Physical Society und der American Association for the Advancement of Science sowie Mitglied der Academia Sinica. 1995 erhielt er den Outstanding Achievement Award von IBM.
Neben experimentellen Arbeiten zur Untersuchung der Cooperpaar-Wellenfunktion in HTS (mit Kristallen kontrolliert veränderlicher Orientierung) untersucht er auch theoretisch den mikroskopischen Mechanismus von HTS.
Am Anfang seiner Karriere demonstrierte er mit Kollegen das kollektive Phänomen der Lokalisierung magnetischer Flussschläuche (collective flux pinning) in amorphen Supraleitern und die Existenz von Ferromagnetismus in glasartigen metallischen Legierungen, die mit der Quenching-Methode aus dem flüssigen Zustand gewonnen wurden. Außerdem erfand er den Tsuei-Draht, ein supraleitender Draht aus mehreren Filamenten.